# Paul Trendelenburg
Paul Trendelenburg (Bonn, 24 marzo 1884 – Berlino, 4 febbraio 1931) è stato un farmacologo tedesco.

## Biografia
Studiò medicina presso le università di Grenoble, Lipsia e Friburgo, dal 1909 al 1918 lavorò come assistente nell'istituto di farmacologia e in clinica chirurgica. Nel 1912 ottenne la sua abilitazione in farmacologia e tossicologia e dal 1916 fu professore associato. Nel 1919 divenne professore ordinario all'Università di Rostock e in seguito fu professore di farmacologia presso le università di Friburgo (dal 1923) e Berlino (dal 1927).

## Opere principali
- Physiologische und pharmakologische Untersuchungen an der isolierten Bronchialmuskulatur, 1912.
- Grundlagen der allgemeinen und speziellen Arzneiverordnung, 1926.
- Keimdrüsen, Hypophyse, Nebennieren, 1929.
- Die hormone, ihre physiologie und pharmakologie, 2 volumi, 1929-34.[3]